# Навантаження на крило
Навантаження на крило в аеродинаміці — відношення ваги літального апарата до площі несної поверхні крила і стабілізатора. Планери, що мають відносно малу швидкість зниження, також мають мале навантаження на крило. Швидкісні літаки, як правило, мають високе навантаження на крило.